# کاستروپ-راوکسل
شهر کسنروپ-روکسل در ایالت نوردراین-وستفالن در کشور آلمان واقع شده‌است.